# Cubetti di ghiaccio/Anata to watashi (Tu ed io)
Cubetti di ghiaccio/Anata to watashi (Tu ed io) è il 41º singolo discografico di Mina, pubblicato nel 1961 dall'etichetta Italdisc.

## Storia
Entrambi i brani sono compresi nella raccolta di tutti i singoli prodotti fino al 1964 Ritratto: I singoli Vol. 2 del 2010. Sulla copertina ufficiale il secondo titolo ha una grafia differente: Anata to wuatashi.
Mina è accompagnata nelle canzoni da Tony De Vita con la sua orchestra.
Cubetti di ghiaccio fa parte dell'album Moliendo café del 1962. Il video della registrazione dal vivo del brano per la 10ª puntata della trasmissione Studio Uno del 1961 è presente nel DVD Gli anni Rai 1959-1962 Vol. 10, ultimo volume di un cofanetto monografico pubblicato da Rai Trade e GSU nel 2008.
Anata to watashi è una canzone in giapponese incisa per il mercato del Giappone, riporta la dicitura Tu ed io, mera traduzione letterale del titolo. Nella versione lunga, la seconda parte del testo, in italiano, è attribuita al maestro Bruno Canfora, già compositore della melodia; mentre non è noto l'autore del testo in giapponese.
Si trova anche nelle raccolte Internazionale (1998) e Mina in the world (2000), ma in nessun album ufficiale.
Il citato DVD Gli anni Rai 1959-1962 Vol. 10 contiene due versioni dal vivo del brano, tratte da:
- Studio Uno 1961,  2ª puntata - canzone intera con la seconda parte in italiano (durata 3:50)
- Studio Uno 1962, 12ª puntata - frammento in italiano (durata 1:00).

## Tracce
Lato A
1. Cubetti di ghiaccio – 2:39 (testo: Leo Chiosso – musica: Gigi Cichellero; edizioni musicali Tiber)

Lato B
1. Anata to watashi (Tu ed io) – 3:58 (testo: autore sconosciuto – musica: Bruno Canfora; edizioni musicali Curci)